# Baciro Dabó
Pour les articles homonymes, voir Dabó.
 (décembre 2023).
La mise en forme du texte ne suit pas les recommandations de Wikipédia : il faut le « wikifier ».
Les points d'amélioration suivants sont les cas les plus fréquents. Le détail des points à revoir est peut-être précisé sur la page de discussion.
- Les titres sont pré-formatés par le logiciel. Ils ne sont ni en capitales, ni en gras.
- Le texte ne doit pas être écrit en capitales (les noms de famille non plus), ni en gras, ni en italique, ni en « petit »…
- Le gras n'est utilisé que pour surligner le titre de l'article dans l'introduction, une seule fois.
- L'italique est rarement utilisé : mots en langue étrangère, titres d'œuvres, noms de bateaux, etc.
- Les citations ne sont pas en italique mais en corps de texte normal. Elles sont entourées par des guillemets français : « et ».
- Les listes à puces sont à éviter, des paragraphes rédigés étant largement préférés. Les tableaux sont à réserver à la présentation de données structurées (résultats, etc.).
- Les appels de note de bas de page (petits chiffres en exposant, introduits par l'outil «  Source ») sont à placer entre la fin de phrase et le point final[comme ça].
- Les liens internes (vers d'autres articles de Wikipédia) sont à choisir avec parcimonie. Créez des liens vers des articles approfondissant le sujet. Les termes génériques sans rapport avec le sujet sont à éviter, ainsi que les répétitions de liens vers un même terme.
- Les liens externes sont à placer uniquement dans une section « Liens externes », à la fin de l'article. Ces liens sont à choisir avec parcimonie suivant les règles définies. Si un lien sert de source à l'article, son insertion dans le texte est à faire par les notes de bas de page.
- La présentation des références doit suivre les conventions bibliographiques. Il est recommandé d'utiliser les modèles {{Ouvrage}}, {{Chapitre}}, {{Article}}, {{Lien web}} et/ou {{Bibliographie}}. Le mode d'édition visuel peut mettre en forme automatiquement les références.
- Insérer une infobox (cadre d'informations à droite) n'est pas obligatoire pour parachever la mise en page.

Pour une aide détaillée, merci de consulter Aide:Wikification.
Si vous pensez que ces points ont été résolus, vous pouvez retirer ce bandeau et améliorer la mise en forme d'un autre article.
Baciro Dabó, né le 12 mars 1958 à Bigene et mort le 5 juin 2009, est un chanteur, journaliste et homme politique bissau-guinéen. Considéré comme un proche allié du président João Bernardo Vieira, il est ministre de l'Administration territoriale et candidat à l'élection présidentielle de juin 2009 lorsqu'il est tué par les forces de sécurité, prétendument impliqué dans un complot en vue d'un coup d'État.

## Biographie
Dabó est chanteur et journaliste avant de se lancer en politique. En tant que chef de la sécurité personnelle du président Kumba Ialá, il annonce en février 2001 qu'un complot visant à tuer Ialá à son retour d'un traitement médical au Portugal et à « fomenter une guerre éthno-religieuse » a été déjoué et que les conspirateurs ont été arrêtés. Peu de temps après, le 27 février 2001, Ialá démet Dabó de ses fonctions, sans explication. À partir de 2002, Dabó est fonctionnaire au ministère de l'intérieur.
Dabó est un membre éminent du Parti africain pour l'indépendance de la Guinée et du Cap-Vert (PAIGC) et un proche allié du président Vieira. Il est nommé secrétaire d'État à l'Ordre public le 9 novembre 2005, occupant ce poste jusqu'à ce que Mamadu Saico Djalo soit nommé pour le remplacer le 28 juillet 2006. Par la suite, il est nommé conseiller à l'information de Vieira, fin novembre 2006,,.
Lorsqu'un gouvernement de coalition tripartite hostile à Vieira prend ses fonctions à la mi-avril 2007, Dabó en fait partie, en tant que ministre de l'Administration intérieure ; il est le seul ministre du gouvernement considéré comme un proche allié de Vieira. Vieira le démet de ses fonctions en octobre 2007. Certains suggère qu'il a été licencié en raison des pressions exercées par les dirigeants de l'opposition et les responsables militaires.
À la suite des élections législatives de novembre 2008, le 7 janvier 2009, Dabó retrouve son poste au sein du gouvernement en tant que ministre de l'Administration territoriale.
Dabó est connu pour son « style de vie flamboyant » et des rumeurs suggèrent qu'il est impliqué dans le trafic de drogue, omniprésent en Guinée-Bissau.
Vieira est assassiné par des membres des forces armées le 2 mars 2009, en représailles à une explosion qui a tué le chef d'état-major Batista Tagme Na Waie,. Une longue et violente querelle opposait Vieira et Na Wai. Personne n'est poursuivi pour ce meurtre et un scrutin présidentiel est alors prévu le 28 juin pour élire un nouveau président. Dabó démissionné du PAIGC et de son poste de ministre à la mi-mai 2009 pour se présenter comme candidat indépendant et devient l'un des 13 candidats en lice pour les élections,. La campagne électorale doit s'ouvrir le 6 juin.
Le 5 juin 2009, entre 3 h 30 et 4 h du matin (locales et GMT), selon ses partisans, un groupe d'une trentaine de soldats en uniforme et armés arrive à son domicile et demande à le voir. Les soldats se dirigent ensuite vers la chambre de Dabó, où il dort avec sa femme, blessant certains des six membres de son équipe de sécurité,. Les soldats auraient ensuite tiré à plusieurs reprises sur Dabó, le tuant sur le coup. Selon l'Agence France-Presse, une « source médicale » leur a indiqué que Dabó a reçu trois balles d'AK-47 à l'abdomen et une à la tête, tirées à courte distance.